# Лена (Куюргазинский район)
Лена (баш. Лена) — деревня в Куюргазинском районе Республики Башкортостан Российской Федерации. Входит в состав Таймасовского сельсовета. 

## География

### Географическое положение
Расстояние до:
- районного центра (Ермолаево): 24 км,
- центра сельсовета (Новотаймасово): 10 км,
- ближайшей ж/д станции (Кумертау): 16 км.

## Население
| 2002 | 2009 | 2010 |
| ---- | ---- | ---- |
| 49   | ↘44  | ↘40  |

Национальный состав
Согласно переписи 2002 года, преобладающие национальности — русские (63 %), башкиры (29 %).